# Associação Desportiva Nogueirense
El AD Nogueirense es un equipo de fútbol de Portugal que juega en la Liga Regional de Coimbra, la cuarta liga de fútbol más importante del país.

## Historia
Fue fundado el 1 de junio del año 1973 en la ciudad de Nogueira do Cravo en Oliveira do Hospital del distrito de Coímbra y la mayor parte de su historia la han pasado en las ligas regionales de Coímbra, aunque con breves lapsos de tiempo en la desaparecida Tercera División de Portugal.
La mayoría de sus logros han sido a nivel regional, exceptuando el título del Torneo de Verneuil-sur-Seine disputado en Francia, siendo su único logro internacional.

## Palmarés
- Liga Regional de Coimbra: 2

1996/97, 2009/10
- Tercera Liga de Coimbra: 2

1973/74, 1983/84
- Copa de Coimbra: 2

2004/05, 2009/10
- Torneo Vila de Oliveira do Hospital: 1

1979
- Torneo de Verneuil-sur-Seine: 1

1993